# Jaszkówka
Jaszkówka est une localité polonaise de la gmina et du powiat de Kłodzko en voïvodie de Basse-Silésie.
En 2021, la localité compte 91 habitants.